# Garrett TFE731
Garrett TFE731 (dnes Honeywell TFE731) je série dvouproudových motorů s převodovkou (reduktorem, angl. Geared turbofan). Většina z nich je používána na business jetech. Motor původně navrhla a vyráběla společnost Garrett AiResearch, po fúzích přešla výroba pod firmu AlliedSignal a dnes jej vyrábí Honeywell Aerospace.
Od roku 1972, kdy byl motor uveden do služby, bylo vyrobeno přes 11 000 kusů, které nalétaly 100 milionů letových hodin.
Konstrukce TFE731 je založena na jádru motoru TSCP700, který byl speciálně vyvinut pro použití na letounech McDonnell Douglas DC-10 jako jednotka APU. Konstrukce se vyznačovala dvěma důležitými faktory: nízkou spotřebou paliva a nízkou hlučností, která splňovala nově zavedené americké předpisy o snižování hluku.

## Varianty
TFE731-2
TFE731-3
TFE731-4
TFE731-5
TFE731-20
TFE731-40
TFE731-50
TFE731-60
TFE731-1100

## Použití
- Aero L-139 (pouze prototyp)
- AIDC AT-3
- Boeing Skyfox
- British Aerospace BAe 125 Series 700
- CASA C-101
- Cessna Citation III/VI/VII
- Dassault Falcon 10
- Dassault Falcon 20 (retrofit)
- Dassault Falcon 50
- Dassault Falcon 900
- FMA IA 63 Pampa
- Gulfstream G100/G150/C-38 Courier (dříve IAI 1125 Astra SPX)
- Hawker 800/850XP/900XP
- Hongdu JL-8
- IAI Westwind
- Learjet 31
- Learjet 35/C-21
- Learjet 40
- Learjet 45
- Learjet 55
- Learjet 70
- Lockheed JetStar/Jetstar II
- North American Sabreliner (model NA-465)
- Textron AirLand Scorpion
- Jakovlev Jak-40MS (SibNIA) (pokusná modernizace)

## Specifikace (F124-GA-100)

### Technické údaje
- Typ: dvouproudový motor
- Délka: 130 cm
- Průměr: 100 cm
- Suchá hmotnost: 333 kg

### Součásti motoru
- Kompresor: jeden stupeň dmychadla, převod 1,8:1 čtyřstupňový vysokotlaký axiální kompresor a jeden radiální vysokotlaký kompresor
- Spalovací komora: Prstencová
- Turbína: jednostupňová vysokotlaká a třístupňová nízkotlaká turbína

### Výkony
- Maximální tah: 16 kN
- Celkový poměr stlačení: 13:1
- Obtokový poměr: 2.8:1
- Spotřeba paliva: 875 lb/h (397 kg/h)
- Měrná spotřeba paliva: 0,495 lb/lbf/h (0,0140 kg/kN/s)
- Poměr tah/hmotnost: 4,7:1

### Podobné motory
- Lycoming ALF 502/LF 507
- Pratt & Whitney PW1000G
- Turbomeca Aspin/Astafan
- IAE SuperFan
- Rolls-Royce/SNECMA M45SD